# Tonbokiri

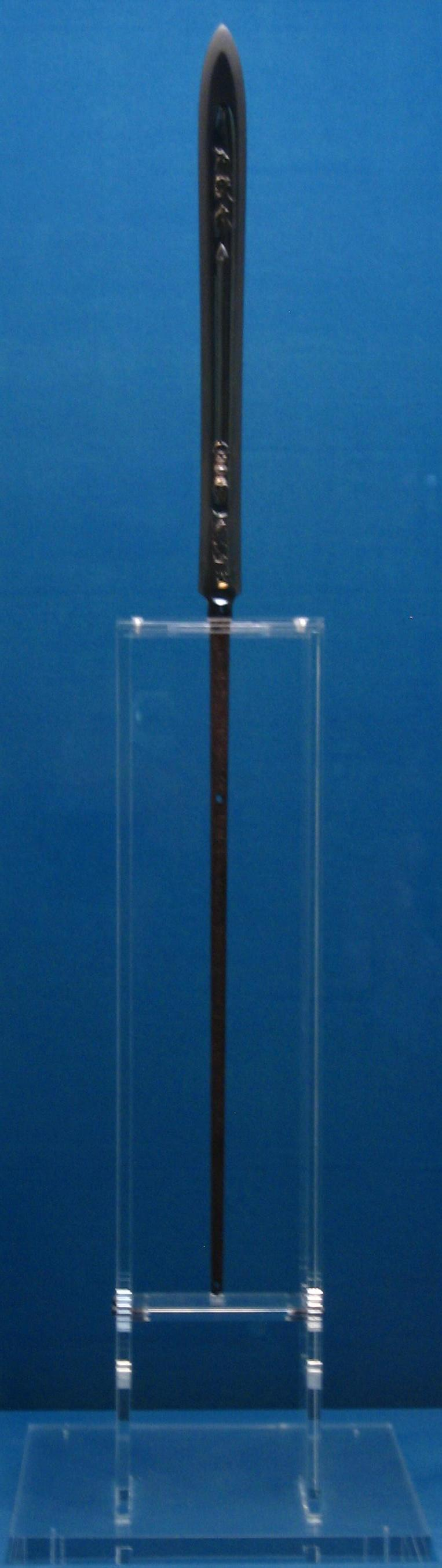
Réplica del Tonbokiri, realizado en 1847, en el Museo Nacional de Tokio.

Tonbokiri (Cortador de Libélula en español) es una lanza que deriva su nombre del mito de que una libélula aterrizó en su espada y se cortó instantáneamente en dos. Así tonbo (japonés para "libélula") y kiri (japonés para "cortar"). 
El arma, junto con Nihongō y Otegine, figura como una de las "tres grandes lanzas" en el Kyōhō Meibutsucho, una lista de las famosas cuchillas Koto hechas antes del período Nanbokucho y compiladas por la familia Hon'ami durante la era Kyōhō (1716– 1735).